# Intimpiercing
Intimpiercing bezeichnet ein Piercing, welches sich im Bereich der Genitalien, dem sogenannten „Intimbereich“, befindet. Im Genitalbereich sind bei allen Geschlechtern zahlreiche Piercingvarianten möglich; die meisten unterscheiden sich auf Grund der unterschiedlichen Anatomie zwischen den Geschlechtern.

## Historische Entwicklung und gegenwärtige Verbreitung
Die ursprüngliche Herkunft von Genitalpiercings wird in Südostasien angenommen, wobei traditionelle Piercings in Stämmen von Indien bis Borneo gefunden werden. Piercings der Genitalien haben eine lange Tradition, mit Erwähnung des Apadravya, eines männlichen Genitalpiercings, schon im Kama Sutra (2. Jahrhundert). So findet sich im Kapitel II,§ 62 folgende Beschreibung:

„[…] so wird bei den Bewohnern des Dekhan bei den Kindern das Glied wie ein Ohr durchbohrt. Ist der Betreffende zum Jüngling herangewachsen, so läßt er es mit einem Messer einschneiden und bleibt so lange im Wasser stehen, als Blut kommt; um der chidrasyāsamkocārtham (Frischhaltung des Wundkanals) willen findet dann in der betreffenden Nacht der Koitus ohne auszusetzen statt. Darauf reinige man den Penis einen Tag später mit Essenzen. Der allmählich wachsende wird mit Blattrippen von Calamus Rotang und Wrightia antidysenterica als Stärkungsmitteln umwunden. Man reinige ihn mit Süßholz, vermischt mit Honig. Darauf vergrößere man ihn durch eine bleierne Wulst; und bestreiche ihn mit dem Öl der Nuß von Semecarpus Anacardium. Das sind die künstlichen Mittel des Durchbohrens. – Dort bringe man die verschiedenartig gestalteten künstlichen Vorrichtungen an […]“

Der Ampallang, ein ähnliches Piercing (das horizontal durch die Eichel statt vertikal verläuft) findet sich in verschiedenen Stämmen in Sarawak und Sabah auf der Insel Borneo. Genitalpiercings wurden in westlichen Ländern erstmals durch ethnographische Berichte bekannt, die von Forschern im 19. Jahrhundert erstellt wurden. Der niederländische Forscher Anton Willem Nieuwenhuis beschrieb in seinem ethnographischen Bericht In Centraal Borneo: reis van Pontianak naar Samarinda (dt. „Quer durch Borneo“), einer Dokumentation seiner Reise durch Borneo im Jahre 1897, die Intimpiercings der Dayak und Iban:

„Die jungen Männer haben zwar durch die Tätowierung; weil sie bei ihnen nur in beschränktem Masse ausgeführt wird, viel weniger als die Frauen zu leiden, dafür müssen sie sich aber, um ihre volle Männlichkeit zu erlangen, einer anderen Prüfung unterwerfen, nämlich der Durchbohrung der glans penis. Bei dieser Operation wird folgendermassen verfahren: Zuerst wird die Glans durch Pressen zwischen den beiden Armen eines umgeknickten Bambusstreifens blutleer gemacht. An jedem dieser Arme befinden sich einander gegenüber an den erforderlichen Stellen Öffnungen, durch welche man, nachdem die glans weniger empfindlich geworden, einen spitzen kupfernen Stift hindurchpresst; früher benutzte man hierfür ein zugespitztes Bambushölzchen. Die Bambusklemme wird entfernt und der mittelst einer Schnur befestigte Stift in der Öffnung gelassen, bis der Kanal verheilt ist. Später wird der kupferne Stift (utang) durch einen anderen, meist durch einen zinnernen, ersetzt, der ständig getragen wird, nur in schwerer Arbeitszeit oder bei anstrengenden Unternehmungen macht der metallene Stift einem hölzernen Platz. Besonders tapfere Männer geniessen mit dem Häuptling das Vorrecht, um den penis einen Ring tragen zu dürfen, der aus den Schuppen des Schuppentieres geschnitten und mit stumpfen Zacken besetzt ist; bisweilen lassen sie sich auch, gekreuzt mit dem ersten Kanal, einen zweiten durch die glans bohren. Ausser den Kajan selbst, üben auch viele Malaien vom oberen Kapuas diese Kunst aus. Die Schmerzen bei der Operation scheinen keine sehr heftigen zu sein, auch hat sie nur selten schlimme Folgen, obgleich bis zur Genesung oft ein Monat vergeht. Mit den Genitalien der Frauen werden keine Veränderungen vorgenommen.“

Das Piercing der Genitalien wurde zu einem kurzlebigen Trend in Europa am Ende des 19. Jahrhunderts, insbesondere für die Oberklassen der Gesellschaft:

„[…] it was during the Victorian era that the practice of body piercing in the Western world reemerged. Many men and women of the Victorian royalty chose to receive nipple and genital piercings.“

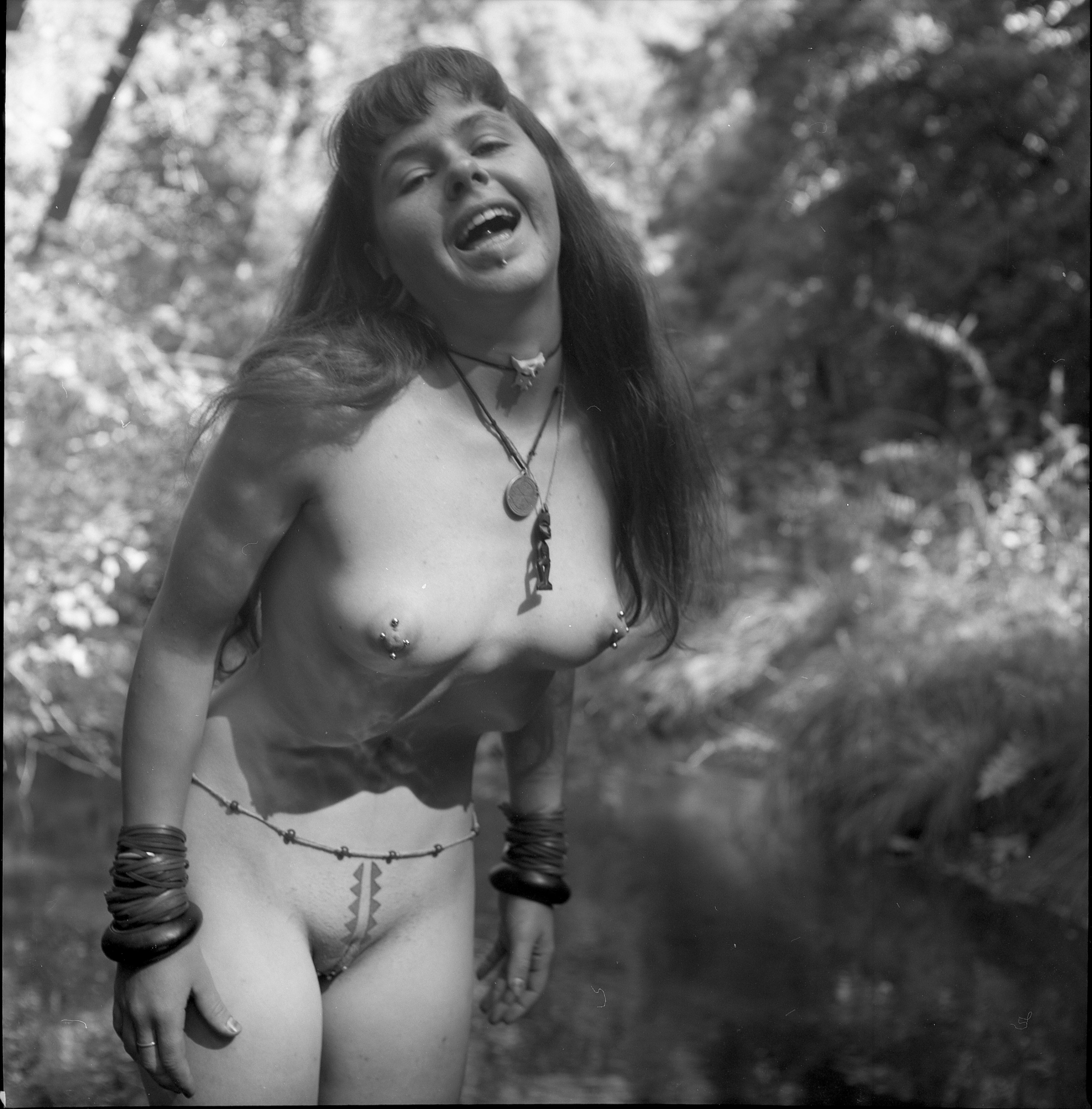
Frau der Modern Primitive Subkultur in einem Wald in Kalifornien, 1993

Die Popularität nahm jedoch wieder ab, wobei Intimpiercings in der westlichen Welt bis zur zweiten Hälfte des 20. Jahrhunderts eher unüblich wurden. In den 1970er Jahren wurden sie von den frühen Piercingpionieren wie Jim Ward und Doug Malloy in die aufstrebende Body Modification Community eingeführt. Die Ursprünge des „modernen“ Intimpiercings sind wahrscheinlich in dem legendären Piercingstudio Gauntlet Enterprises in Los Angeles zu finden. Mit dem Aufkommen von Piercing Fans International Quarterly im Jahr 1977 wurden Informationen über Piercings für eine breitere Öffentlichkeit zugänglich. Die Genitalpiercings wurden später von der Modern Primitive Bewegung, die sich in den 1980er Jahren in der San Francisco Bay Area entwickelte, getragen.
Wie die Brustwarzenpiercings wurden auch die Intimpiercings im zweiten Jahrzehnt des 21. Jahrhunderts immer populärer und Teil der Mainstream-Kultur.  Statistisch gesehen sind Menschen, die heutzutage in den Vereinigten Staaten Intimpiercings tragen, jünger und besser ausgebildet als der Durchschnittsamerikaner. Viele Prominente wie Christina Aguilera, Fantasia Barrino, Pete Doherty, Lady Gaga, Janet Jackson, Lenny Kravitz, Katarina Waters, oder Pete Wentz, gaben an, dass sie Intimpiercings hatten oder geplant hatten. In der heutigen Zeit haben Intimpiercings eine wachsende Nachfrage, vor allem bei jungen Erwachsenen. Studien in den USA ergeben, dass 12–14 Prozent der College-Studenten (18–22 Jahre) ein Intim- oder Brustwarzenpiercing haben.
In Bezug auf (weibliche) Intimpiercings sagt Marilyn W. Edmunds, klinische Professorin an der Johns Hopkins University:

„Intimpiercings werden zunehmend nachgefragt und haben die größte Verbreitung unter jungen Frauen. Frauen mit Intimpiercings sind nicht länger am Rande der Gesellschaft oder Teil der Punkkultur, die mit "sozial provokativen" Verhaltensweisen experimentieren. In den letzten 30 Jahren ist das Intimpiercing zum Mainstream geworden, und Frauen tragen sie aus verschiedensten Gründen.“

Chelsea Bunz, Berufspiercer in Großbritannien, zufolge könnte der offenbar vorhandene Anstieg in der Popularität ein Effekt dessen sein, dass mehr Leute offen darüber sprechen:

„Ich denke, dass Intimpiercings immer populär gewesen sind. Es wird eben heutzutage offener besprochen. Menschen aller Klassen und Berufsgruppen haben sie.“

## Motivation
Für Männer wie auch für Frauen ist das Hauptmotiv, wie bei anderen Piercings auch, der ästhetische Aspekt sowie die Individualisierung der gepiercten Körperregion. Einige Intimpiercings haben neben ihrer rein ästhetischen Funktion noch den Effekt, beim Geschlechtsverkehr zusätzliche Stimulation auszuüben und somit eine Reizsteigerung herbeizuführen. Während Intimpiercings bei Frauen nur einen Effekt auf die Trägerin selbst haben, steigern Intimpiercings beim Mann (insbesondere Ampallang sowie Apadravya) das Lustempfinden für beide Partner. In traditionellen Gesellschaften kann ein Intimpiercing als Zeichen der Bindung an einen Partner, ähnlich dem Ehering im westlichen Kulturkreis, verstanden werden.

## Formen und Variationen

### Intimpiercing männlicher Genitalien
Mögliche Stellen für eine Platzierung auf den männlichen Genitalien sind die Peniseichel, der Penisschaft selbst sowie die Haut des Penisschaftes, der Hodensack (Skrotum) oder der Damm.

#### Peniseichel (Glans penis)
Zu den Piercings durch die Eichel des Penis gehören der Ampallang, der horizontal verläuft, und der Apadravya, der vertikal durch die Eichel geht. Das Prinz-Albert-Piercing befindet sich auf der dorsalen Seite, während der umgekehrte Prinz Albert durch die ventrale Seite der Eichel geht.
Der Apadravya und der Ampallang werden auch (in selten Varianten) durch den Penisschaft gestochen.
Der Dydoe durchdringt den koronalen Rand der Eichel. Mit Ausnahme der Dydoe verlaufen alle diese Piercings traditionell durch die Harnröhre. Dies wird bevorzugt, weil die Heilungszeit und die Inzidenz der Infektion durch den Fluss des sterilen Urins reduziert wird.
Diese Piercings sorgen für eine erhöhte Stimulation während des Geschlechtsverkehrs für den Mann (der das Piercing trägt) sowie der Partnerin. Piercings durch die Eichel sind die Genitalpiercings mit den am besten dokumentierten historischen Belegen.

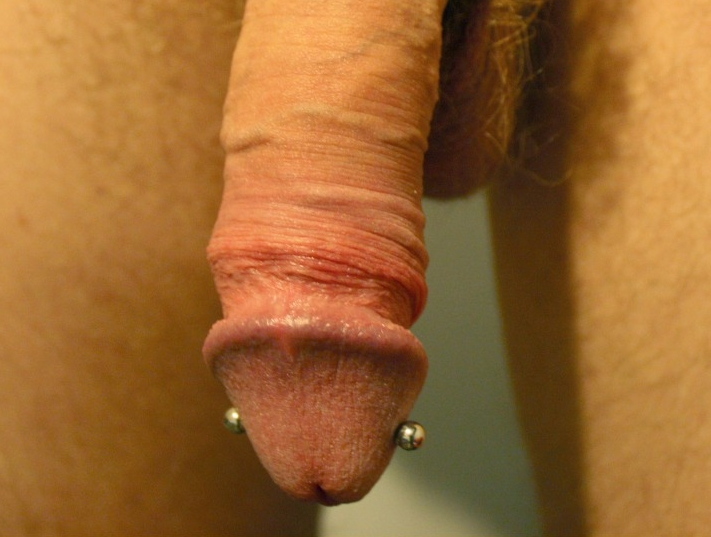
Ampallang
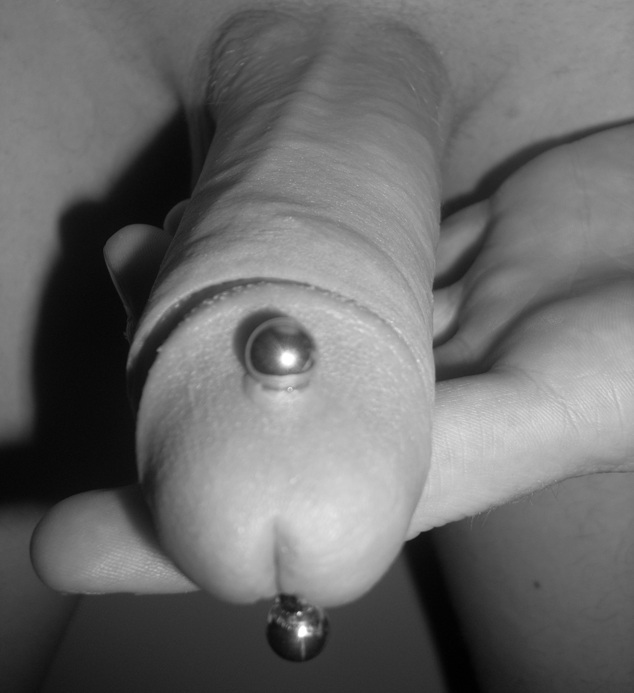
Apadravya
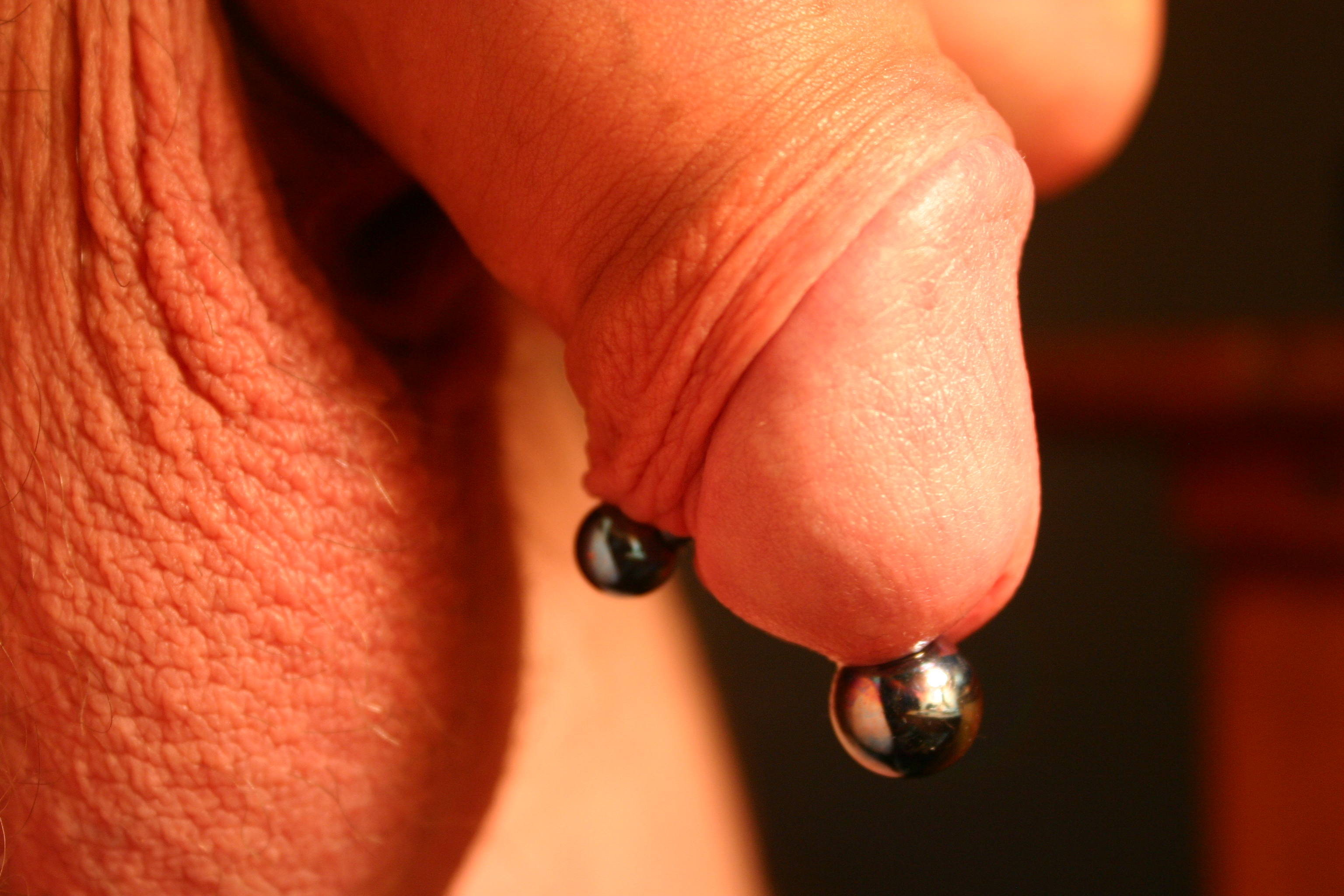
Prinz-Albert-Piercing
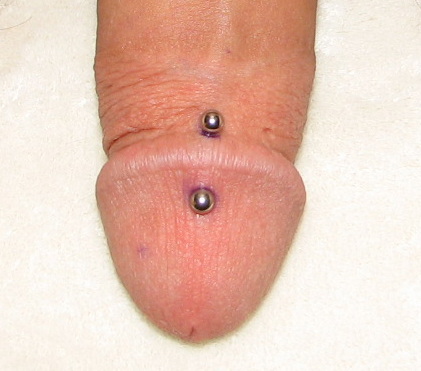
Dydoe
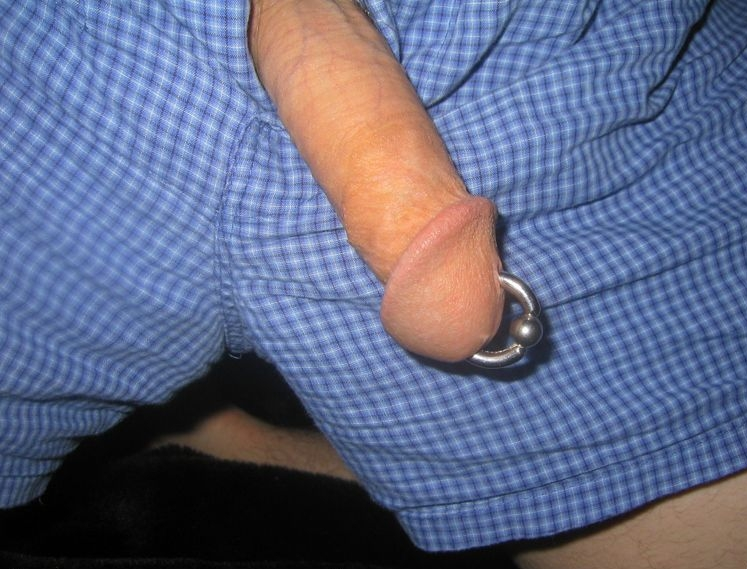
Reverse-Prinz-Albert-Piercing

#### Haut des Penisschaftes und Hodensack
Das Vorhautpiercing durchdringt die Penis-Vorhaut auf der dorsalen, ventralen oder lateralen Seite. Es kann nur angewendet werden, wenn der Mann nicht beschnitten ist. Das Frenulumpiercing geht durch das Penis frenum, eine kleine Hautbrücke, die die Eichel mit der Schafthaut verbindet. Diese anatomische Struktur findet sich auch oft, aber nicht immer, bei beschnittenen Männern. Das Hafadapiercing liegt auf der Haut des Skrotums. Als Zwischenversion zwischen Frenulum- und Hafadapiercing sitzt das Lorumpiercing („low frenum“) an der Stelle, wo Penis und Skrotum sich verbinden. Das Guiche-Piercing ist ein Piercing, das auf dem Damm sitzt. Diese Piercings spielen eine geringere Rolle bei der Erhöhung von Stimulation und haben mehr oder weniger nur einen dekorativen Zweck.

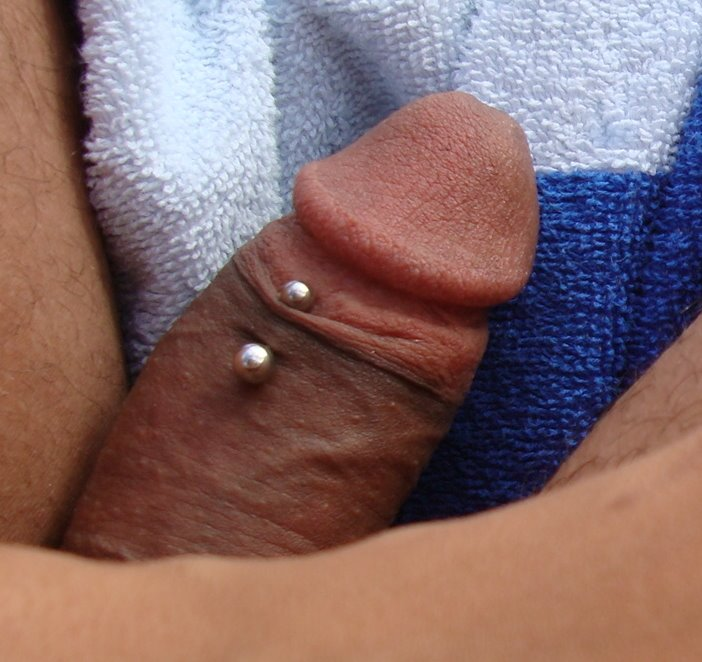
Vorhautpiercing
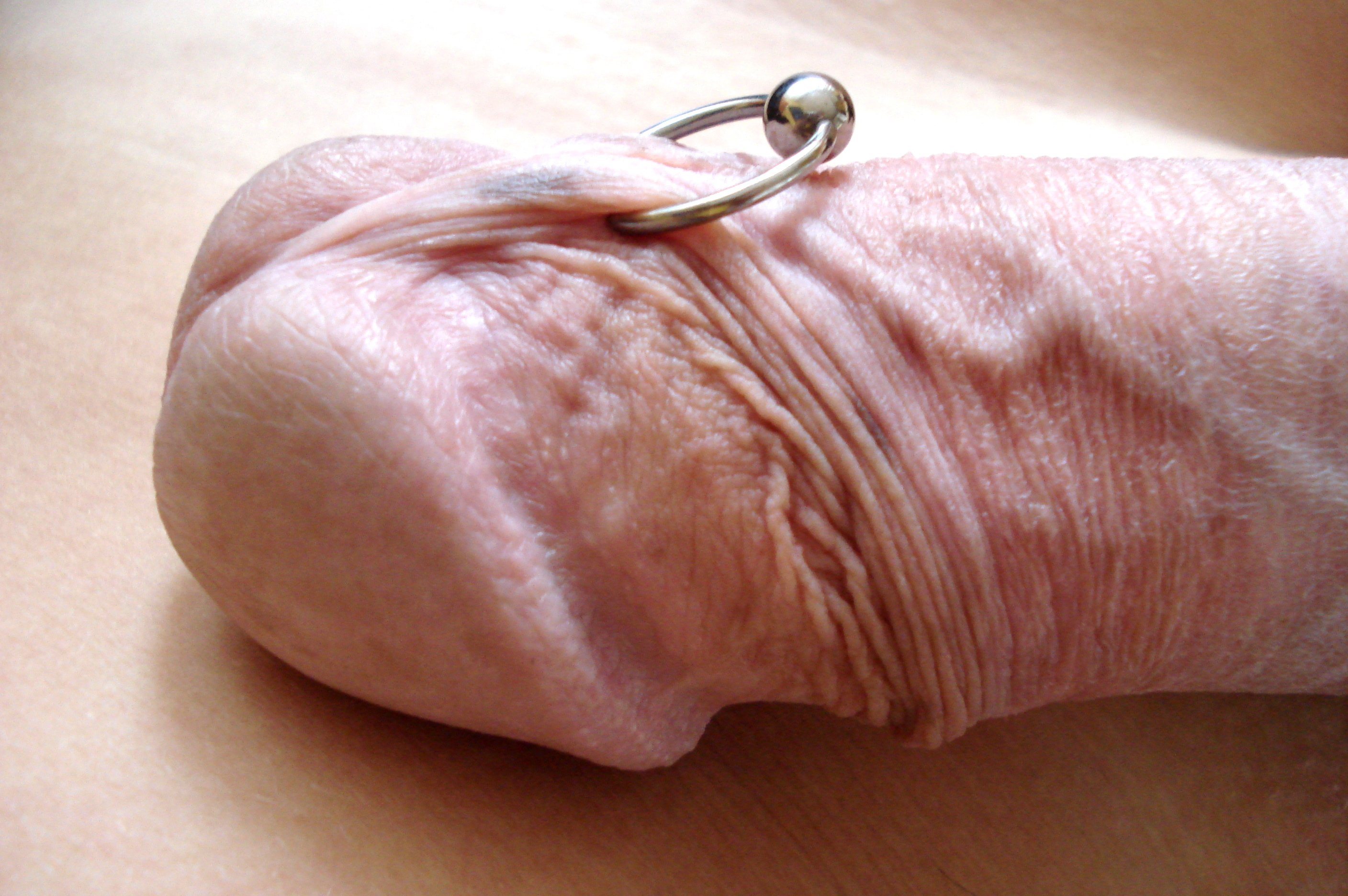
Frenulumpiercing
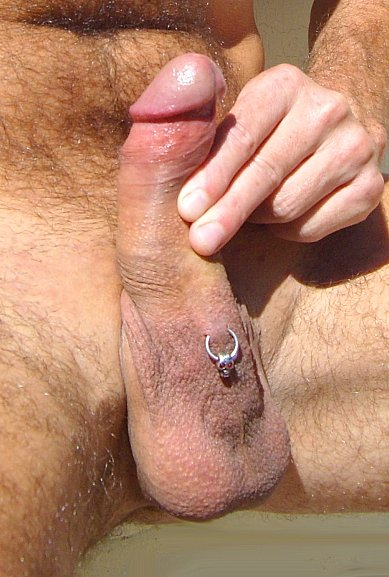
Lorumpiercing
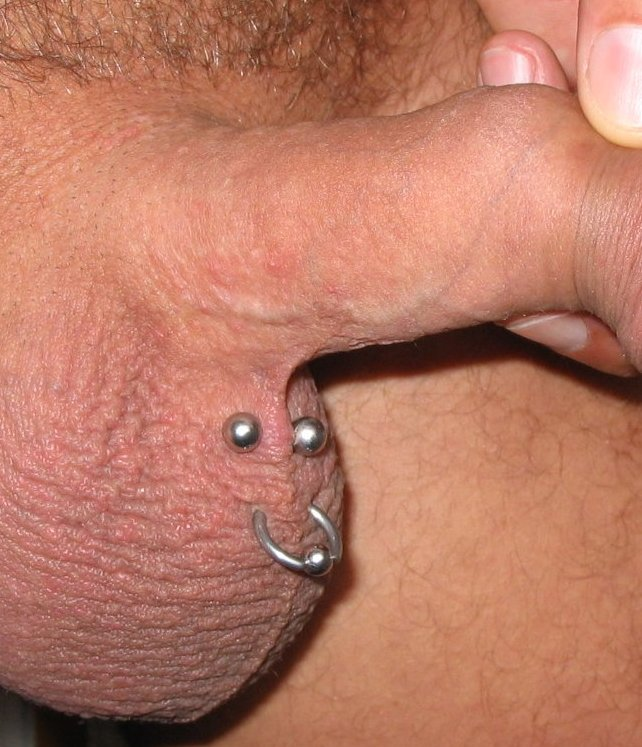
Hafada-Piercing

### Intimpiercings weiblicher Genitalien
Auch bei weiblichen Personen können verschiedene anatomische Regionen für Piercings geeignet sein. Dazu gehören die mons pubis, die Klitoris (einschließlich der Klitorisvorhaut), die (inneren und äußeren) Schamlippen und das Vestibulum vaginae (Umgebung der vaginalen Öffnung).

#### Klitoris und Klitorisvorhaut
Die Eichel der Klitoris selbst kann durchbohrt werden. Da dieser anatomische Teil in vielen Fällen zu klein ist, ist dieses Piercing nicht sehr verbreitet. Im Gegensatz dazu ist das Klitorisvorhautpiercing das häufigste Genitalpiercing bei weiblichen Personen. Es kann horizontal und vertikal angewendet werden. Das tiefe Vorhautpiercing ist eine Variante des Klitorisvorhautpiercings, das tiefer durch die Klitorisvorhaut verläuft. Das Isabella-Piercing verläuft vertikal durch den Klitorisschaft.

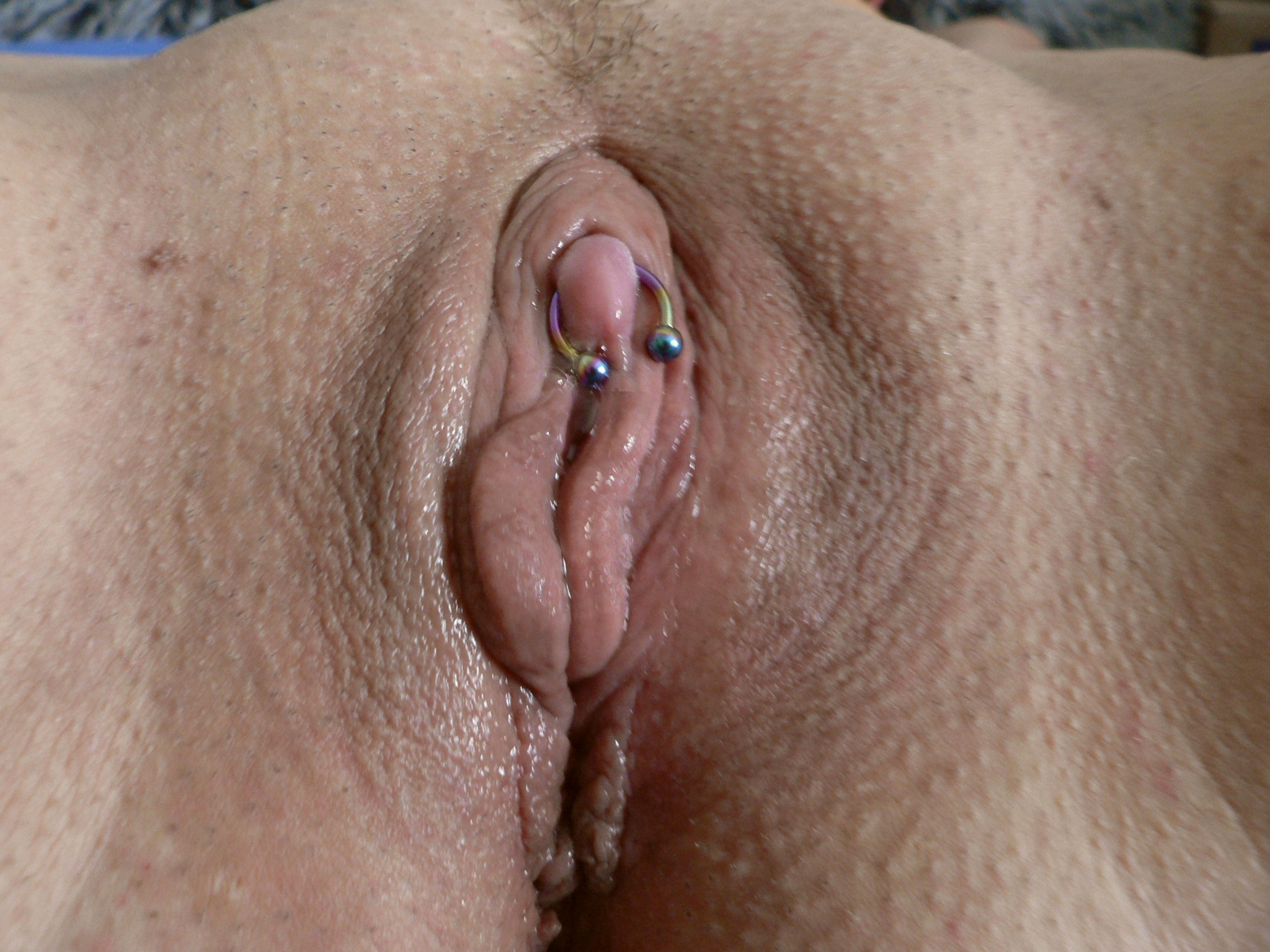
Klitorispiercing
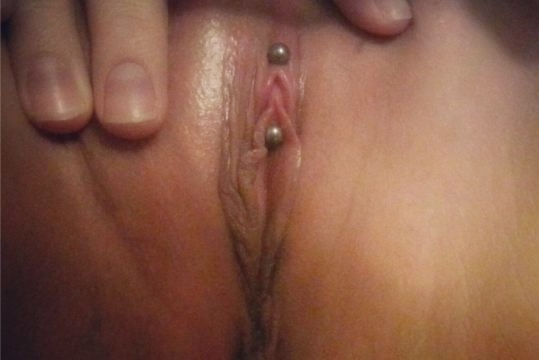
Isabella-Piercing
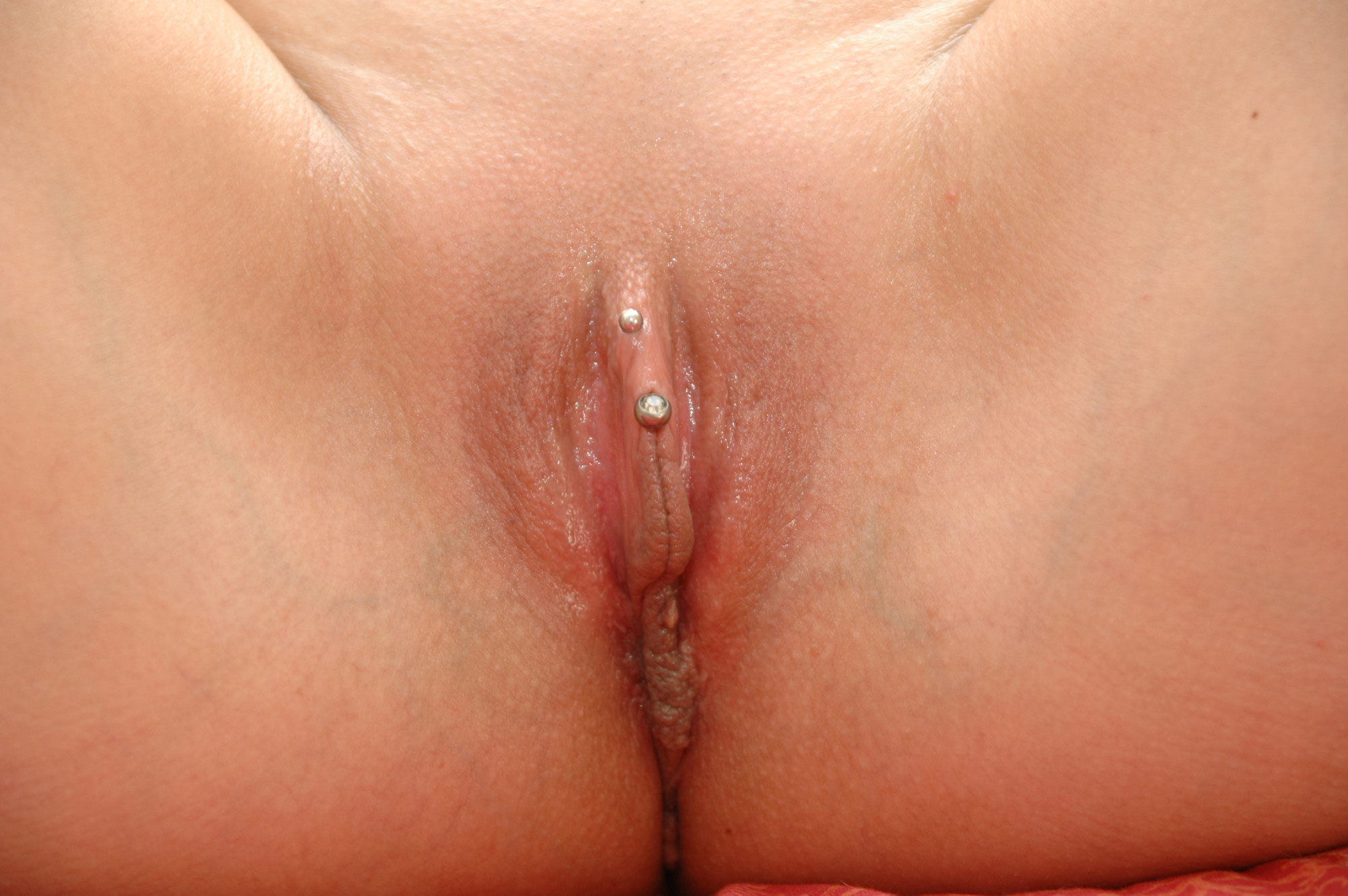
Klitorisvorhautpiercing (vertikal)
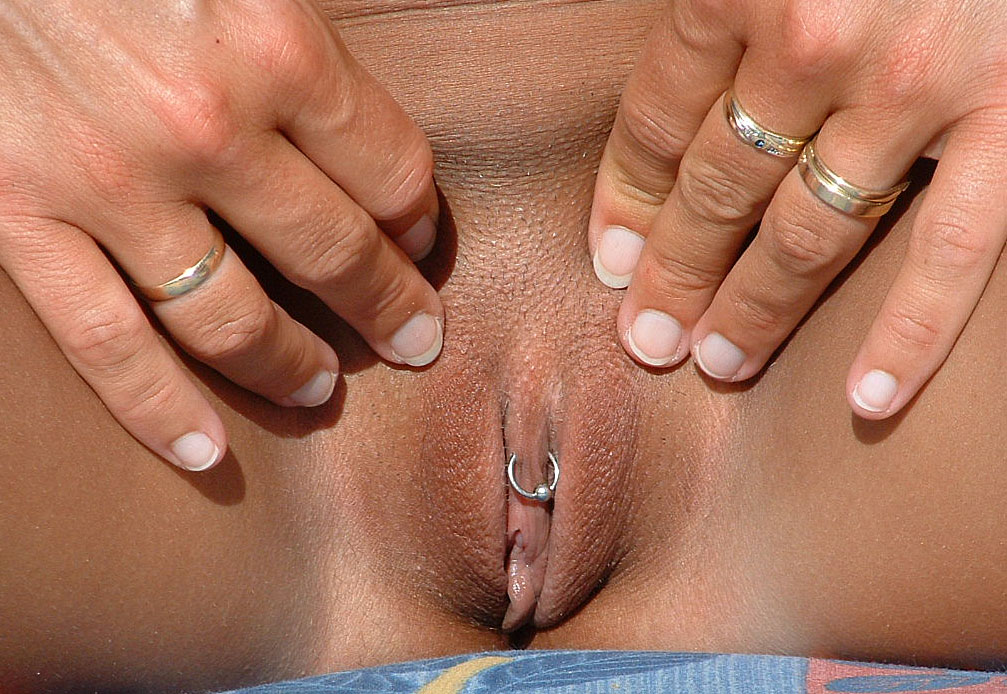
Klitorisvorhautpiercing (horizontal)
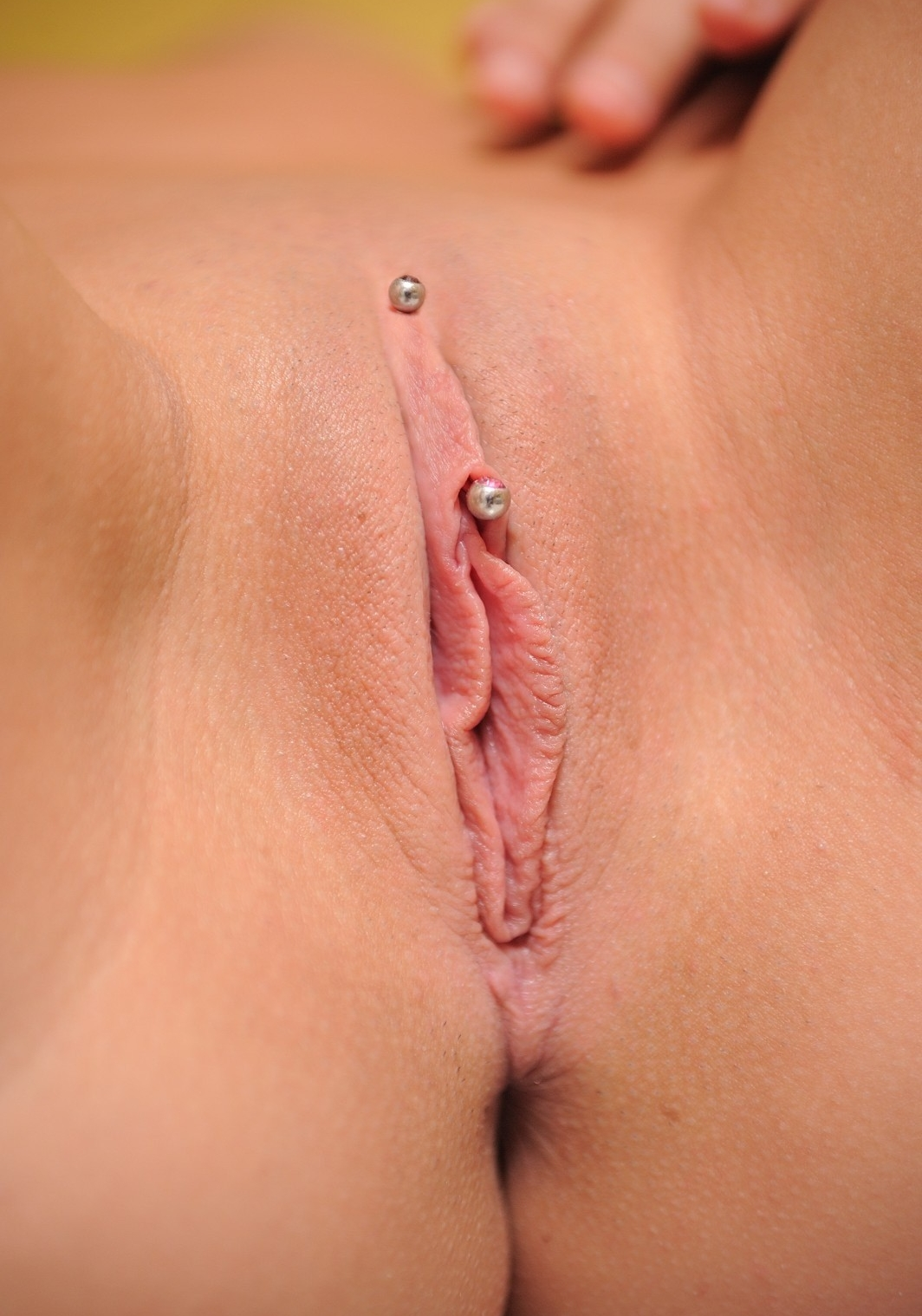
Deep hood-Piercing

#### Schamlippen und Scheidenvorhof
Das Schamplippenpiercing kann bei den inneren oder äußeren Schamlippen angewendet werden. Das Dreieck-Piercing befindet sich am ventralen Ende der Schamlippen, am Übergang zwischen Schamlippen und Klitorisvorhaut. Es läuft horizontal, teils unter dem Klitorisschaft. Durch den dorsalen Rand des Vestibulum vaginae verläuft das Fourchette-Piercing. Eine weniger verbreitete Version des Fourchette-Piercings ist das Suitcase-Piercing, das als ein tiefes Fourchette-Piercing (es trifft auf das Perineum) betrachtet werden kann. Ebenfalls ungewöhnlich ist das Prinzessin-Albertina-Piercing, die weibliche Version des Prinz-Albert-Piercings, das durch die dorsale Wand der Harnröhre verläuft.

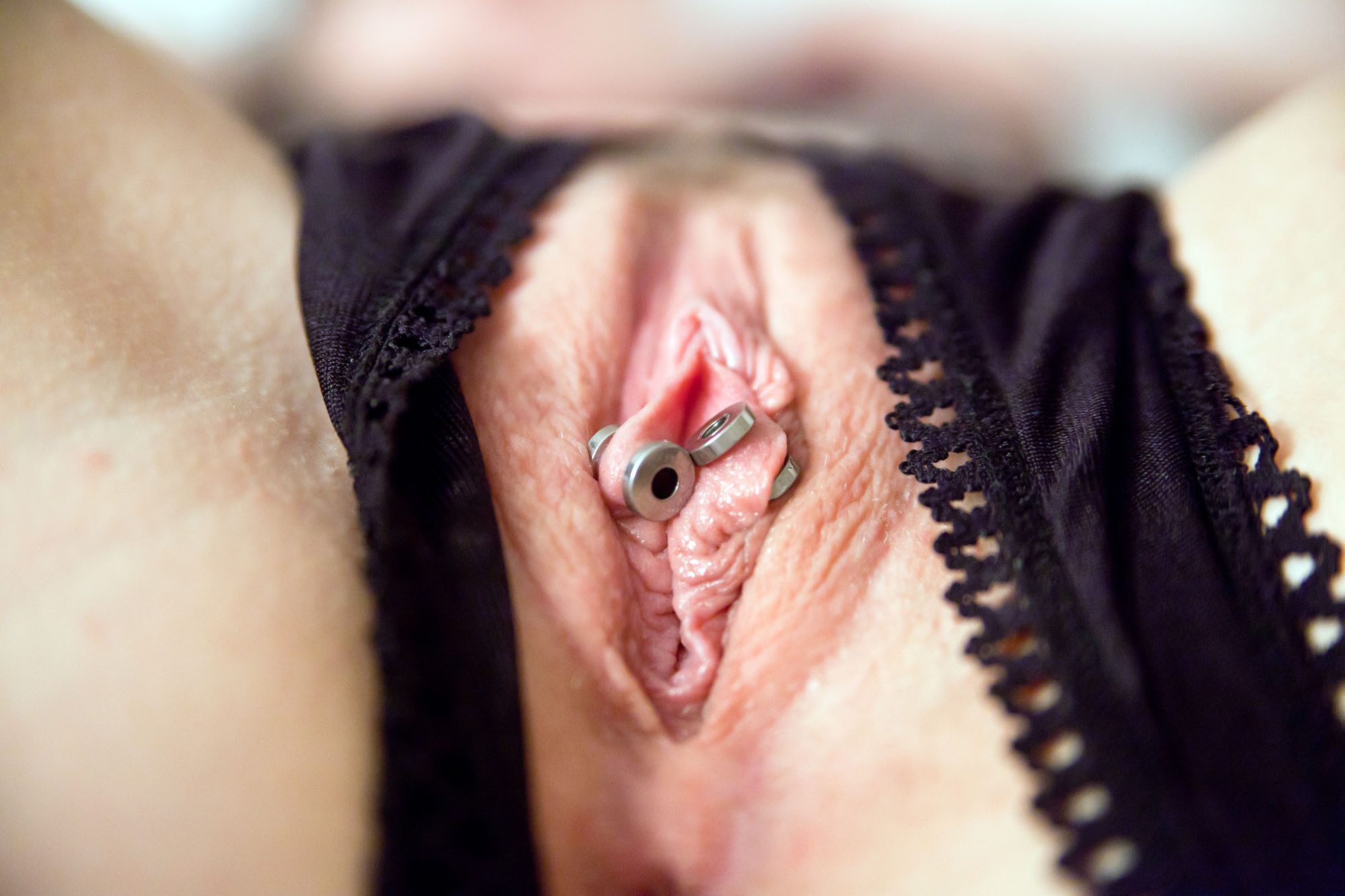
Schamlippenpiercing (Innere)
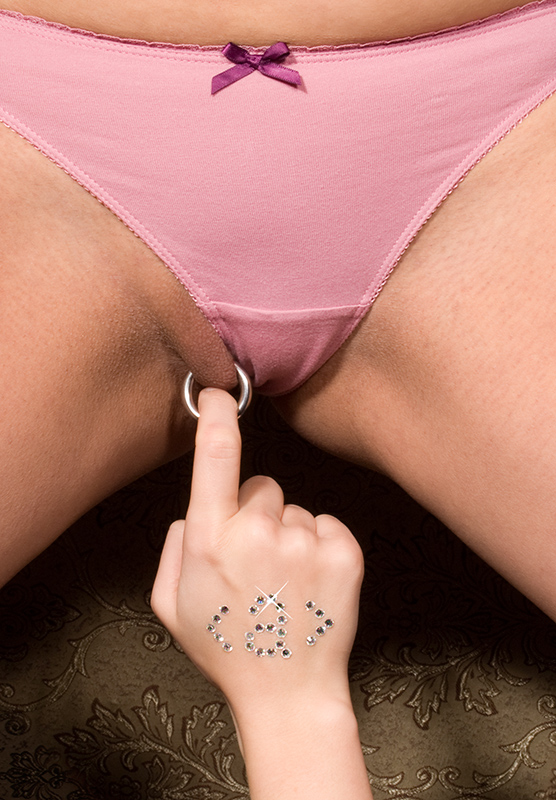
Schamlippenpiercing (Äußere)
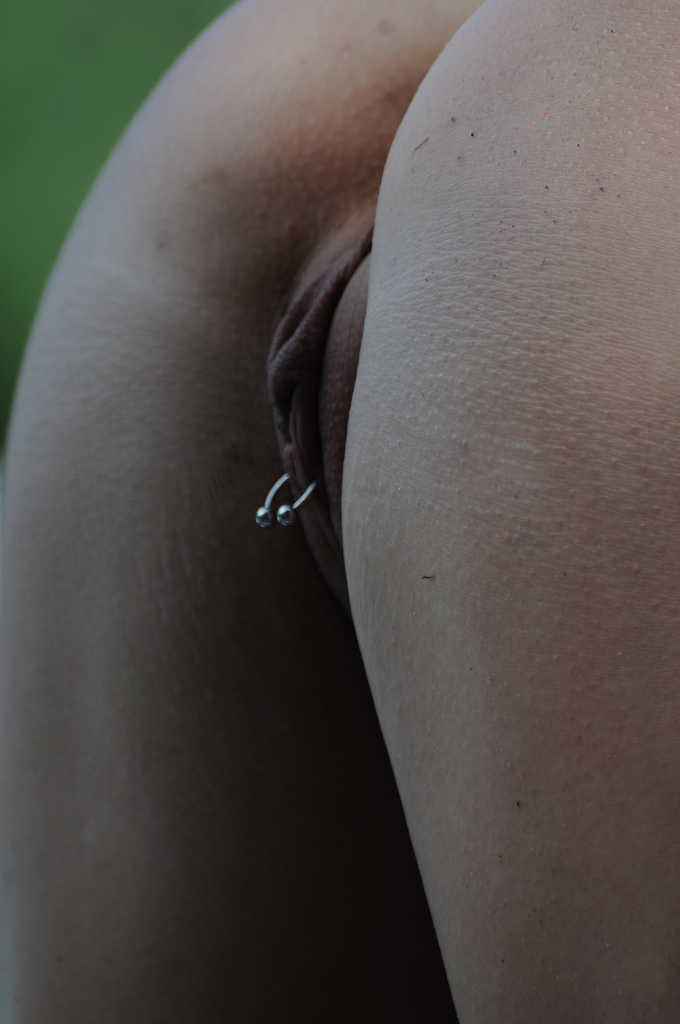
Triangle-Piercing
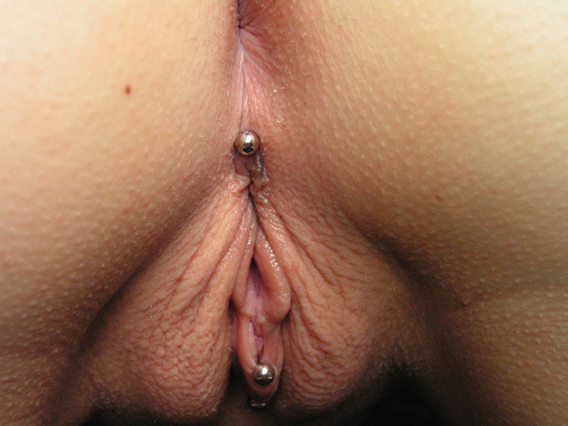
Fourchette-Piercing
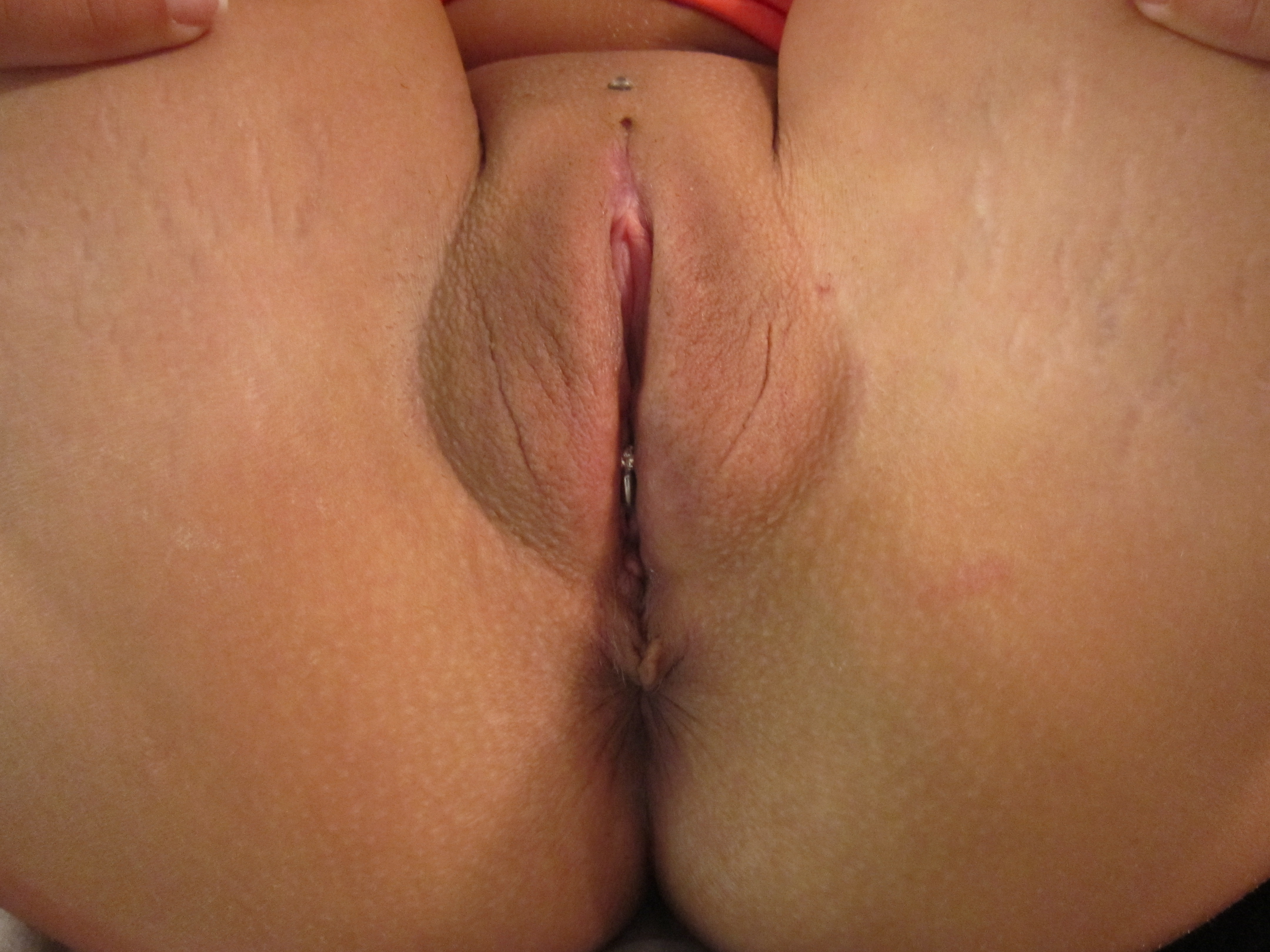
Prinzessin Albertina

#### Venushügel
Das Christina-Piercing ist ein Oberflächenpiercing, das sich auf dem unteren Teil des mons pubis befindet, wo sich die äußeren Schamlippen treffen. Es ist ähnlich wie das Nefertiti-Piercing, das als eine Kombination zwischen vertikalen Klitorisvorhaut-Piercings und Christina-Piercings gesehen werden kann.

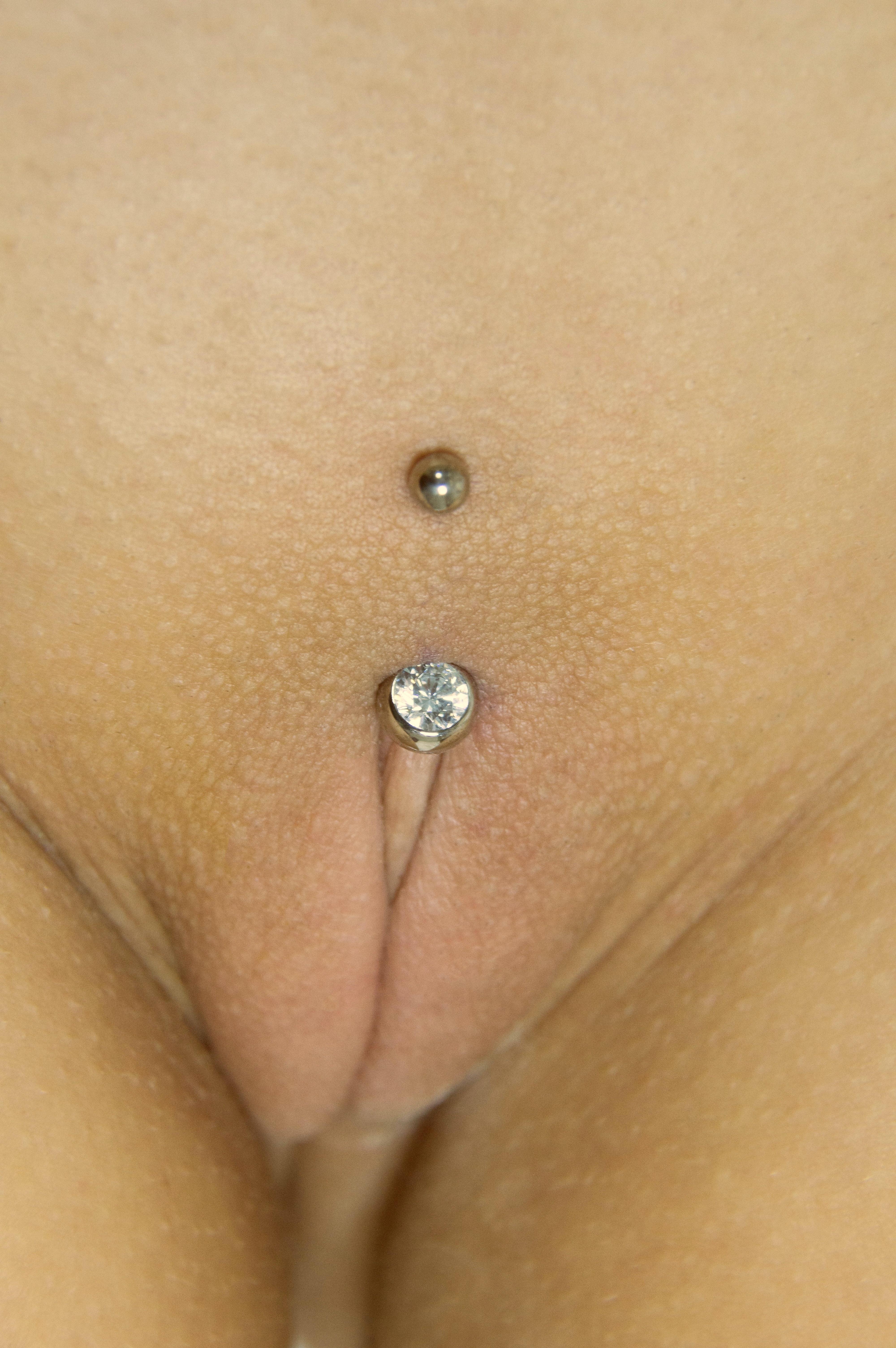
Christina-Piercing
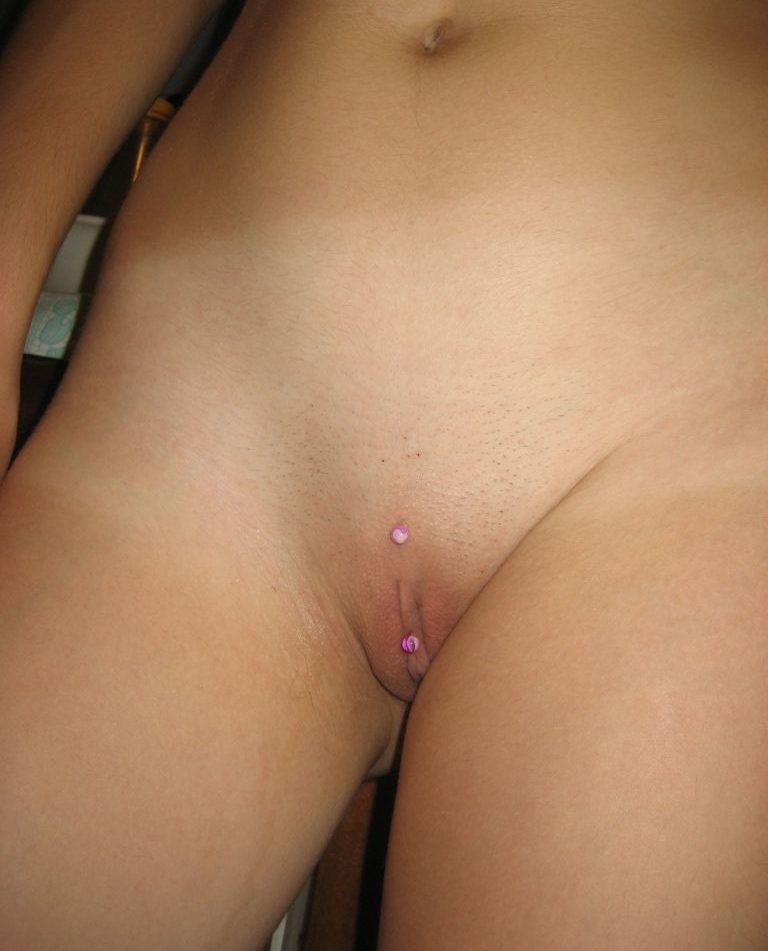
Nefertiti-Piercing

### Unisex
Körperpiercings, die keine Perforation von Genitalien beinhalten, aber als „Genitalpiercings“ bezeichnet werden, können von beiden Geschlechtern getragen werden. Dazu gehören das Schampiercing, das sich oberhalb des Penis bei Männern und auf den mons pubis bei Frauen befindet (vergleichbar mit dem Christina-Piercing, aber horizontal). Das Guiche-Piercing verläuft horizontal durch den Damm, während das Analpiercing durch den Anus geht.

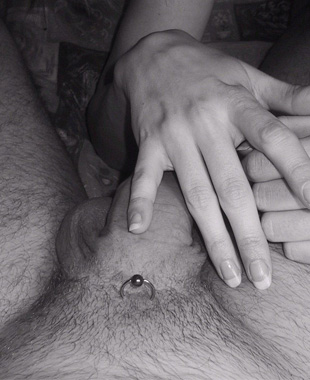
Pubic-Piercing
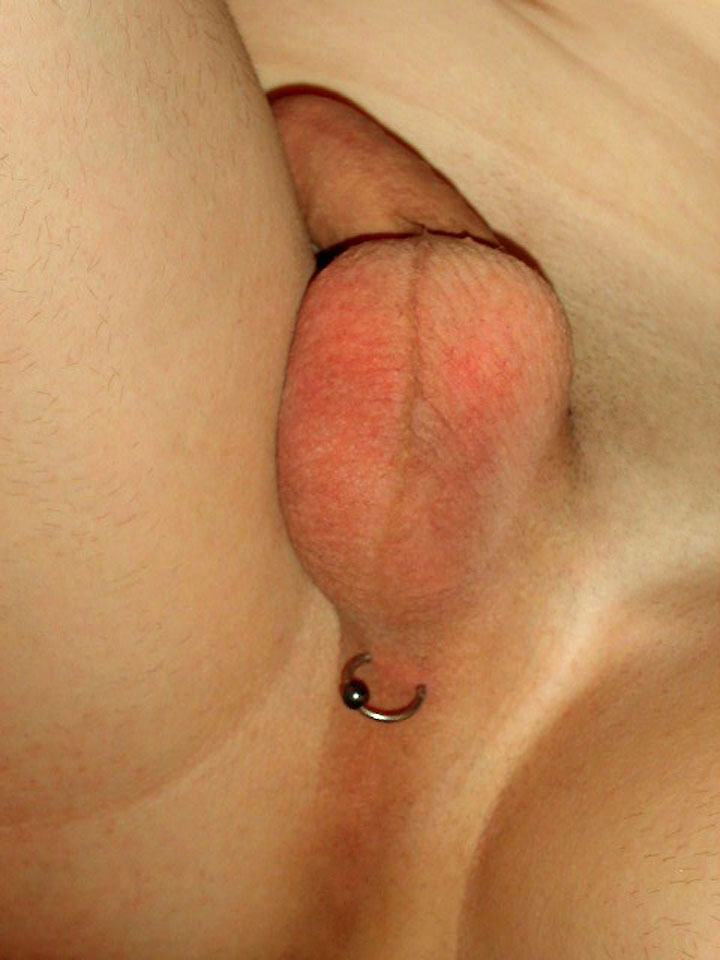
Guiche-Piercing
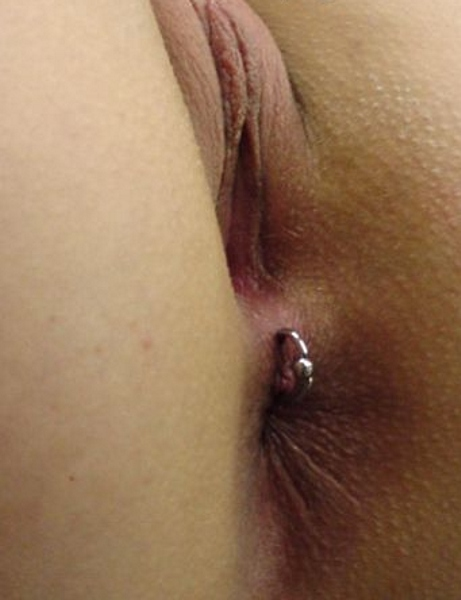
Analpiercing